# Big Lake (Washington)
Big Lake és una concentració de població designada pel cens dels Estats Units a l'estat de Washington. Segons el cens del 2000 tenia 1.153 habitants.

## Demografia
Segons el cens del 2000, Big Lake tenia 1.153 habitants, 462 habitatges, i 328 famílies. La densitat de població era de 112,7 habitants per km².
Dels 462 habitatges en un 27,9% hi vivien nens de menys de 18 anys, en un 61,5% hi vivien parelles casades, en un 5,8% dones solteres, i en un 29% no eren unitats familiars. En el 19,7% dels habitatges hi vivien persones soles el 4,5% de les quals corresponia a persones de 65 anys o més que vivien soles. El nombre mitjà de persones vivint en cada habitatge era de 2,5 i el nombre mitjà de persones que vivien en cada família era de 2,89.
Per edats la població es repartia de la següent manera: un 22,7% tenia menys de 18 anys, un 5,8% entre 18 i 24, un 28,4% entre 25 i 44, un 30,2% de 45 a 60 i un 12,8% 65 anys o més.
L'edat mediana era de 41 anys. Per cada 100 dones de 18 o més anys hi havia 106,7 homes.
La renda mediana per habitatge era de 57.500 $ i la renda mediana per família de 59.167 $. Els homes tenien una renda mediana de 43.571 $ mentre que les dones 29.821 $. La renda per capita de la població era de 22.560 $. Aproximadament el 5,1% de les famílies i el 7,8% de la població estaven per davall del llindar de pobresa.

## Poblacions més properes
El següent diagrama mostra les poblacions més properes.